# اردوکرتش
اِردوکِرتِش (به مجاری: Erdőkertes) یک استان در مجارستان است که در ناحیه گودوللو واقع شده‌است. اردوکرتش ۵٫۷۴ کیلومتر مربع مساحت دارد.